# Kochaňského konstrukce

Model původního obrázku Kochańského z Acta Eruditorum ilustrující jeho přibližnou rektifikaci kružnice

Kochańského konstrukce je přibližná metoda rektifikace kružnice neboli konstrukce úsečky o délce rovné polovině obvodu daného kruhu navržená v roce 1685 polským matematikem Adamem Adamandym Kochańským. Umožňuje sestrojení úsečky, která je přibližně {\displaystyle \pi }-krát delší než daná úsečka. Jejím využitím lze také provést přibližnou kvadraturu kruhu.

## Popis konstrukce
Je dána kružnice se středem v bodě {\displaystyle P_{1}} a poloměrem {\displaystyle r.}
- Sestrojíme průměr kružnice {\displaystyle {\overline {P_{2}P_{3}}}.}
- Sestrojíme tečnu ke kružnici v bodě {\displaystyle P_{2}.}
- Sestrojíme kružnici (nebo kruhový oblouk) se středem v bodě {\displaystyle P_{2}} a poloměrem {\displaystyle r.} Jeden z průsečíků s původní kružnicí označíme {\displaystyle P_{4}.}
- Sestrojíme kružnici (kruhový oblouk) se středem v bodě {\displaystyle P_{4}} a poloměrem {\displaystyle r.} Jeden z průsečíků kruhových oblouků je {\displaystyle P_{1}}, druhý označíme {\displaystyle P_{5}.} Body {\displaystyle P_{1}} a {\displaystyle P_{5}} tvoří osu úsečky {\displaystyle {\overline {P_{2}P_{4}}}.}
- Průsečík {\displaystyle {\overline {P_{1}P_{5}}}} s tečnou ke kružnici vedenou bodem {\displaystyle P_{2}} označíme {\displaystyle P_{6}.}
- Na polopřímku {\displaystyle {\overline {P_{6}P_{2}}}} naneseme od bodu {\displaystyle P_{6}} 3krát vzdálenost {\displaystyle r}, čímž získáme postupně body {\displaystyle P_{7},} {\displaystyle P_{8},} {\displaystyle P_{9}.}
- Úsečka {\displaystyle {\overline {P_{3}P_{9}}}} má délku přibližně rovnou {\displaystyle \pi r}

{\displaystyle |P_{3}P_{9}|=|P_{1}P_{2}|{\sqrt {{\frac {40}{3}}-2{\sqrt {3}}}}\approx 3{,}141\,533\,338\,7\cdot |P_{1}P_{2}|\approx \pi r.}
Stojí za zmínku, že úsečka {\displaystyle {\overline {P_{1}P_{5}}}} je výškou rovnostranného trojúhelníka {\displaystyle {P_{1}}{P_{4}}{P_{2}},} což znamená, že svírá úhel 30° s úsečkou {\displaystyle {\overline {P_{2}P_{3}}}}.

## Odhad relativní chyby
{\displaystyle \left|\pi -{\sqrt {{\frac {40}{3}}-2{\sqrt {3}}}}\right|\approx 0{,}000\,059\,314\,884\,7.}
Proto se chyba objeví až na pátém místě za desetinnou čárkou. Takové přiblížení v praktických případech obvykle postačuje.

## Kvadratura kruhu založená na Kochańského konstrukci
Na základě Kochańského konstrukce je možná také přibližná kvadratura kruhu. Ilustruje ji následující obrázek.